# Liste des accidents ferroviaires en France en 1920
Pour des articles plus généraux, voir Liste des accidents ferroviaires en France, Liste des accidents ferroviaires en France au XXe siècle et Liste des accidents ferroviaires en France dans les années 1920.
La liste des accidents ferroviaires en France en 1920, est une liste non exhaustive, chronologique.

## Janvier
- 1er janvier 1920 : À Saint-Ouen, vers 18 heures, chemin de La Chapelle (devenu en 1944 rue du Docteur Bauer), le passage à niveau du raccordement des docks avec la ligne de Petite Ceinture, dépourvu de toute signalisation, est fermé quand un taxi en défonce la barrière et est pris en écharpe par un train de marchandises qui le broie et le traine sur une cinquantaine de mètres. Des cinq occupants, trois sont tués, deux grièvement blessés[1].
- 9 janvier 1920 : Sur la ligne de Tours à Vierzon, entre les gares de Chenonceaux et de Bléré-La Croix, un train déraille à 9 heures 15. Le chef de train est tué[2].
- 10 janvier 1920 : Vers 7 heures, un train de la Société métallurgique de Normandie de Colombelles transportant des ouvriers vers les hauts-fourneaux de Caen déraille à une bifurcation. On dénombrera sept morts et quarante-et-un blessés[3].
- 24 janvier 1920 : Sur la ligne Caen-Le Mans, en gare de La Guierche, vers 1 heure, un train de voyageurs percute un convoi de marchandises en manœuvre. Le serre-frein du train tamponné et une voyageuse sont tués, onze personnes sont blessées[4].

## Février
- 4 février 1920 : Sur la ligne Lyon-Paris, près de Dijon, à la gare de triage de Perrigny, vers minuit, l'express Lyon-Paris percute un train de marchandises. Les trois premières voitures s'écrasent contre la locomotive et le tender renversés. La collision fera dix-huit morts et une soixantaine de blessés[5]. La responsabilité en sera attribuée au mécanicien du train tamponneur, qui n'aurait pas respecté un signal d'arrêt[6].

## Mars
- 5 mars 1920 : Alors qu'un mouvement de grève affecte les réseaux, sur la ligne Tours-Vierzon, près de la gare de Véretz, vers 23 heures, la machine et douze wagons d'un train de marchandises déraillent. Le chef de train est tué[7].

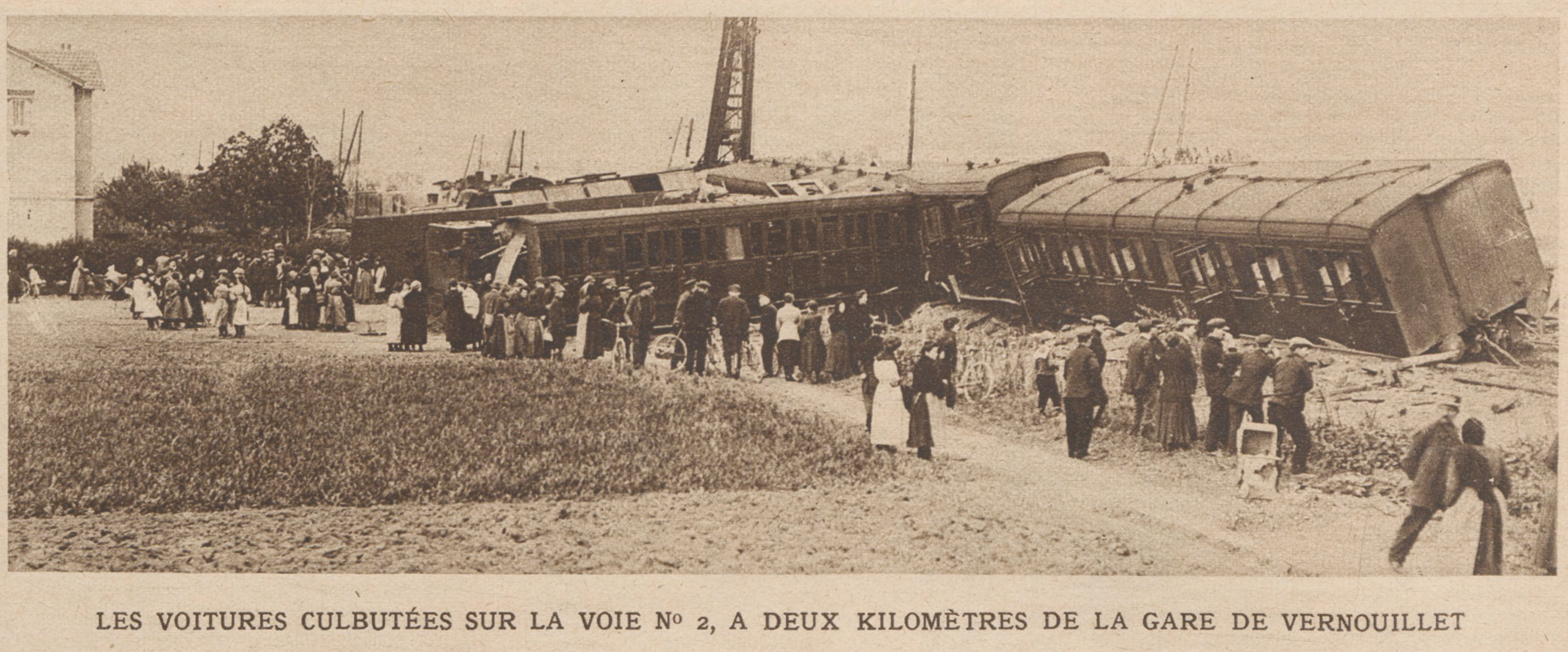
Déraillement de l'express de Cherbourg le 17 avril 1920

- 21 mars 1920 : Sur la ligne Paris-Strasbourg, vers 1 heure, entre les gares de Lérouville et d'Ernecourt-Loxéville, un train de marchandises descendant vers Bar-le-Duc, dont le mécanicien gêné par le brouillard, n'a pas observé les signaux d'arrêt, percute l'express Metz-Paris arrêté au sémaphore de Cousances-les-Triconville. Le fourgon de queue et la dernière voiture du train tamponné sont écrasés; on en tirera un mort et neuf blessés[8].

## Avril
- 17 avril 1920 : À 18 heures 45, à 500 mètres de la gare de Verneuil-Vernouillet, l'express Paris-Cherbourg déraille au passage de travaux de voie non signalés (rail ôté). Le fourgon de tête et sept voitures se renversent. Bilan : un mort et trente-cinq blessés. Aristide Briand, passager du train, est indemne[9].

## Mai
- 3 mai 1920 : Sur la ligne Paris- Dijon, en gare des Laumes, vers 6 heures 15, le rapide Marseille-Paris aborde une zone de travaux de voie à une vitesse excessive et déraille. La locomotive, le tender, le fourgon et la voiture de tête se renversent. Un élève de l'École centrale, chauffeur stagiaire sur la machine, est tué, et dix sept personnes sont blessées[10].

## Juin
- 22 juin 1920 : En gare de Tulle (Corrèze), sur la ligne de Tulle à Meymac, la machine et les seize wagons d'un train de marchandises venant d'Ussel que ses freins défaillants n'ont pu ralentir dans la descente de Gimel-les-Cascades, déraillent et se télescopent, faisant trois morts et un blessé parmi le personnel du convoi[11].

## Juillet
- 5 juillet 1920 : à l'entrée de la gare des Aubrais, à 16 heures 15, un aiguillage dépendant du poste A, dont le mécanisme électro-pneumatique est déréglé, modifie brutalement l'itinéraire au passage de la sixième voiture du train Paris-Orsay-Nantes, provoquant le déraillement du reste du convoi, bondé de vacanciers. On dénombrera sept morts et vingt blessés[12].

## Août
- 3 août 1920 : Entre Tours et Vierzon, le matin, au lieudit La Lande, un tronc d'arbre tombe d'un train de marchandises Bourges-Tours, et fait dérailler la suite du convoi, composé de wagons plates-formes transportant des roulottes de forains et leurs occupants. Bilan, deux morts et dix blessés[13].

## Septembre
- 3 septembre 1920 : nouveau déraillement en gare des Aubrais, pratiquement au même endroit que le précédent. À 14 heures, l'express no 11, Paris-Bordeaux franchit à vitesse excessive (70 km/h) un aiguillage, dépendant cette fois du poste B, le dirigeant sur une voie déviée alors que le mécanicien du train affirmera lors de l'enquête qu'un signal vert lui indiquait le passage sur une voie directe. La machine, le fourgon et les cinq voitures de tête se renversent. L'accident fera un mort et trente-deux blessés[14].
- 3 septembre 1920 - La Rochelle : une locomotive américaine récemment livrée au réseau de l'État est immobilisée sur un quai du port de La Pallice (commune de La Rochelle) à la suite du déraillement de son tender. À 17 heures 25, alors qu'une équipe d'ouvriers du dépôt de La Rochelle vient de terminer le relevage, la chaudière explose, faisant onze morts, dont un enfant de treize ans assistant à l'opération, et huit blessés[15].
- 7 septembre 1920 - Vers 20 heures 20, en gare de Marsac (Creuse), sur la ligne à voie unique de Guéret à Saint-Sulpice-Laurière, un train de voyageurs Limoges-Guéret est à l'arrêt lorsqu'il est percuté par le train de marchandises dont il attendait le passage. Les deux locomotives et dix voitures et wagons sont détruits, le chef du tain tamponneur est tué, huit voyageurs sont blessés[16].
- 10 septembre 1920 : À 13 heures, sur la ligne Nantes-Quimper, quatre kilomètres avant la gare de Vannes, une machine haut-le-pied percute un train de ballast en cours de déchargement insuffisamment protégé, sur lequel le mécanicien, le chauffeur et un ouvrier sont tués, et huit autres cheminots blessés[17].
- 15 septembre 1920 : Sur la ligne des Invalides, vers 1 heure, collision entre deux trains de marchandises à Issy-les-Moulineaux, au niveau de la halte d'Issy-Plaine. Le mécanicien du train tamponné est tué, le chauffeur et le chef de train sont blessés[18].
- 19 septembre 1920 : Sur la ligne de Perpignan à Arles-sur-Tech, à 6 heures 15, les trois dernières voitures du train venant d'Arles se renversent près d'Amélie-les-Bains, faisant un mort et trois blessés[19].
- 25 septembre 1920 : Entre Saint-Nazaire et le camp de Montoir-de-Bretagne[20], vers 8 heures, un wagon d'un train ouvrier déraille et se couche par suite d'une erreur d'aiguillage. Bilan: un mort et quinze blessés[21].

## Octobre
- 9 octobre 1920 - Sur la ligne Paris-Mantes par Poissy, en gare de Houilles, à 19 heures 25, un train de marchandises déraille et défonce une cabine de signalisation. Immédiatement après, survient un semi-direct Paris-Mantes, qui percute et escalade à pleine vitesse les débris obstruant les voies dans les deux sens de circulation. Des voitures disloquées et se chevauchant, on tirera quarante-cinq morts et soixante blessés[22], dont plusieurs décèderont par la suite[23]. Le lendemain, à la sortie du pont d'Asnières, un express prendra en écharpe un train de banlieue, faisant un mort et quarante blessés[24]. Son mécanicien sera condamné à 100 F d'amende en correctionnelle[25].

- 18 octobre 1920 - À la sortie de Nîmes, de nuit, sur la ligne de Nîmes à Avignon, à la bifurcation de Grézan, un train de voyageurs pour Remoulins percute un train de marchandises pour Miramas, et sept voitures déraillent. Le tamponnement fait un mort (un conducteur[26] du train tamponneur) et huit blessés[27].
- 21 octobre 1920 - Sur le réseau départemental à voie métrique des Chemins de fer du Morbihan, peu après son départ de la gare de Locminé, un train de voyageurs pour Pontivy rencontre dans une courbe de la voie unique un train de marchandises venant de Ploërmel. Dans le choc, les deux locomotives et plusieurs wagons déraillent; un chauffeur est tué, l'autre chauffeur, les deux mécaniciens et un conducteur[26] sont blessés[28].
- 24 octobre 1920 - Sur la ligne Cognac-Barbezieux du réseau à voie métrique des Chemins de fer économiques des Charentes, près de la halte de Saint-Eugène, un train de voyageurs à l'arrêt dans une rampe est percuté par un autre le suivant de trop près, qui broie ses deux dernières voitures, tuant le conducteur[26] de queue et un voyageur, et faisant également trois blessés[29].
- 30 octobre 1920 - Vers 21 heures 40, à la sortie de la gare de Chartres, l'express Paris-Brest est pris en écharpe à la bifurcation des lignes de Bretagne et du Sud-Ouest par un train de marchandises venant de Niort dont le frein à air est défaillant, et dont la locomotive se couche après avoir broyé deux wagons postaux et une voiture de voyageurs. La collision fait un mort et une quarantaine de blessés[30].

## Novembre
- 8 novembre 1920 - Sur le réseau du Tramway de Cherbourg, à un passage à niveau de la ligne de desserte du port, un tramway électrique remorquant une baladeuse est percuté par une rame de wagons de marchandises. Une voyageuse est tuée, vingt autres personnes sont blessées[31].
- 15 novembre 1920 - À 19 heures 30, sur la ligne de Pamiers à Limoux, un train venant de Belvèze-du-Razès déraille à un passage à niveau trois kilomètres avant Limoux. La locomotive dévale le remblai, le mécanicien est tué, quelques voyageurs sont légèrement blessés[32].
- 26 novembre 1920 - Au poste 4 du triage de Perrigny, près de Dijon, vers 19 heures, un express Paris-Lyon est percuté par un train de marchandises, dont le mécanicien est tué. Le chauffeur et le conducteur[26] chef sont blessés, mais tous les voyageurs du train tamponné, dont quatre voitures ont déraillé, sont indemnes[33].

## Décembre
- 12 décembre 1920 - Peu après 9 heures, sur la ligne Calais-Lille, à la sortie de la gare d'Armentières, dans une tourmente de neige, un train de voyageurs venant de Saint-Omer et se dirigeant vers Lille est pris en écharpe à une bifurcation par un train de charbon venant de Lille, dont le mécanicien n'a pas vu le signal d'arrêt. Dans la collision, le tender et les deux voitures de tête, bondées, du train tamponné sont écrasés. On dénombrera onze morts et une trentaine de blessés[34].